# Norma Granada
La Norma Granada es un método de valoración de árboles y arbustos ornamentales.
El método tiene en cuenta distintos factores que otorgan valor a los elementos vegetales, además del valor de la leña, como paisajísticos, ambientales, sociales y culturales, etc. Fue impulsado y redactado por una comisión de la Asociación Española de Parques y Jardines Públicos (AEPJP) y cuenta con el aval de la Asociación Española de Arboricultura (AEA) y la Associació de Professionals dels Espais Verds de Catalunya (APEVC).